# Hegetotheriidae
Famille
Sous-familles de rang inférieur
- † Hegetotheriinae
- † Pachyrukhinae

Les Hegetotheriidae constituent une famille éteinte de  mammifères notongulés ayant vécu de l’Eocène jusqu’au Pléistocène en Amérique du Sud.

## Sous-familles et genres
- † Hegetotheriinae
  - † Ethegotherium
  - † Hegetotherium
  - † Hemihegetotherium
  - † Prohegetotherium
  - † Pseudohegetotherium
- † Pachyrukhinae
  - † Pachyrukhos
  - † Paedotherium
  - † Propachyrucos
  - † Prosotherium
  - † Raulringueletia
  - † Tremacyllus